# بی بادبان
بی بادبان (HD 70930) یک ستاره است که در صورت فلکی بادبان قرار دارد.